# Цзіцзан
Цзіцзан (*кит.: 吉藏, 549  —623) — головний систематизатор вчення китайської буддійської школи Саньлунь-цзун (школи трьох трактатів) — різновиду Мадг'яміки. Справив значний вплив на розвиток китайської буддійської філософії.

## Життєпис
Національність Цзіцзан достеменно невідомо: походив з держави Сасанідів. Тому ймовірно був согдом, нащадком парфіян, або належав до іншого народу з Середньої Азії. Походив з роду Ань (安). Дід Цзіцзана, рятуючись від переслідувань, був змушений залишити батьківщину і переселитися до Китаю, в Наньхай. Згодом родина Цзіцзана осіла в Цзіньлін (сучасне м. Нанкін). Батько був послідовником буддійського вчення і згодом став ченцем, отримавши в чернецтві ім'я Даолян.
Цзіцзан народився у Цзіньліні в 549 році під час панування лянського імператора У-ді, який увійшов в історію як покровитель буддизму. Ще дитиною Цзіцзан познайомився зі відомим буддійським проповідником і перекладачем Чженьді (Парамартха). Саме останньому Цзіцзан зобов'язаний своїм ім'ям. Водночас разом з батьком відвідував монастир Сінхуан, де мешкав і проповідував чернець Фалан, який був прихильником доктрини шуньї («порожнечі»).
У 556році батьки відправили Цзіцзана до Фалана в монастир. В деяких життєписах Цзіцзана його вчителем названий Даолан, що є помилковим. Даолан жив століттям раніше і був 4-м патріархом саньлунь. З 14 років Цзіцзан почав вивчати «Бай лунь» («Шата-шастру»). Сучасники відзначали разючу пам'ять Цзіцзана: він легко переказував коментарі Фалана, нічого не пропускаючи.
Коли Цзіцзану був 21 рік (570 рік), помер Парамартха, учитель, який справив на нього великий вплив. У 582 році Цзіцзан втратив також вчителя Фалана. До цього часу життєве кредо і філософсько-релігійні погляди Цзіцзана вже сформувалися. Його популярність зростала з кожним днем, до нього благоволив князь Гуей Ян з династії Чень.
Незабаром після того, як династія Сун завоювала район Бай Юе (сучасні провінції Чжецзян і Фуцзянь), Цзіцзан покинув Цзіньлін і вирушив на схід, на територію Уюе, де протягом 15 років жив в Хуейцзу (сучасний повіт Шаосін провінції Чжецзян) в монастирі Цзясянси, розташованому на горі Ціньван. Тут Цзіцзан займався активною проповідницькою і коментаторської діяльністю. В цей час кількість слухачів Цзіцзана часто досягало 1000 з гаком людей. Саме звідси походитьйого прізвисько — Цзяся-даші («Великий вчитель з Цзясян»).
Водночас Цзіцзан почав тлумачити «Сутру Лотоса». У 597 році він відправив свої коментарі до сутри засновнику школи тяньтай Чжи-і з тим, щоб той також прокоментував її. Поте Чжи-і в той момент хворів і незабаром помер. Але Цзіцзан зміг познайомитися з доктриною школи тяньтай завдяки учневі Чжи-і — Гуаньдіну.
Після сходження Ян-ді на престол, в 606 році Цзіцзан за наказом імператора оселився в монастирі Хуейжіси, а потім переселився до монастиря Жіяньси. Коментарі Цзіцзана до трьох трактатів були завершені вже під час його перебування в монастирі Жіянь-си. У цей час він також дискутував з Сенцанем, на прізвисько «Вчитель шастр трьох держав» (сань го лунь ши). Цзіцзан брав участь в дискусіях більше 40 разів і, нарешті, здобув перемогу. Завдяки цьому популярність Цзіцзана значно зросла, люди охоче надавали йому матеріальну допомогу. Він використовував ці кошти на проповідничі потреби.
після того, як танський імператор Гао-цзу впровадив титул високодоброчесного ченця, який був присуджений 10 ченцям, що мають бездоганну поведінку і заслуги. Цзіцзан увійшов до їх переліку. Після цього Цзіцзан деякий час мешкав в чан'аньських монастирях Шицзиси і Діншуейси, а потім переселився до Яньсінси.
Перед смертю він направив імператору Гао-цзу заповідальний доповідь. Цзіцзан помер в 623 році, у віці 75 років.
У нього було безліч учнів, з яких найбільшою популярністю користувалися Хуейюань, Чжиба, Чжикай, Чжимін, Шофан-ши, Хуейгуань. Гаолійскій (корейський) чернець Хуейгуань (кор. Пікван, яп. Екван) в період династії Сунь в монастирі Цзясян-си від Цзіцзана перейняв вчення і в 624 році вирушив до Японії проповідувати вчення, тому першою буддійської школою в Японії періоду Нара може вважатися Саньлунь-цзун (яп. Санрон-сю).

## Філософія
Розробив загальну методологію вчення школу сяньлун, стверджуючи істинність або хибність тих або інших положень, використовуючи їх, якщо вони вели до здатності подолати дихотомію. Сформулював основи знань буддизму: існування є традиційним, і ідея небуття є справжнім; відмінність між буттям і небуттям є звичайним; заперечення різниці між подвійністю і недвоїстістю; прихильність до будь-якої точки зору є шкідливим, що становить причиною страждань людини.

## Творчість
Найважливішими творами є «Сань лунь сюань і» (三 论 玄 义 «Таємний сенс трьох шастр»), «Ер ді і» (二谛 义 — «Сенс двох істин»), «Да шен сюань лунь» (大乘 玄 论 «Міркування про сокровенне в махаяні». Перед смертю він написав твір «Роздуми про відсутність страху смерті» («Си-бу бу лунь»), в якому проголошувалося, що не слід боятися смерті, а треба боятися народження, бо той, хто народився, неодмінно помре.
Також зробив 2 тисячі копій «Сутри Лотосу», а також написав двадцять п'ять буддійських ікон. Активно займався проповідницькою діяльністю і після своєї смерті залишив велику кількість творів, частина з яких до теперішнього часу втрачено.
Твори Цзіцзана мають особливу цінність, оскільки в них міститься не лише філософський, але й багатий історичний матеріал, зокрема, інформація стосовно буддійських шкіл, що існували під час династій Сунь і Тан в Китаї — школи Абхідхарма, ченші, шелунь, ділунь, тяньтай та ін.
В його трактатах також міститься інформація щодо буддійських шкіл, що існували в той час в Індії, а також школах «зовнішнього шляху» — брахманізмі, джайнізмі, шести даршанах, приводиться критика китайських класичних навчань — конфуціанства і даосизму.